# Mercado mojado
Un mercado mojado (también conocido como mercado público o mercado tradicional) es un mercado de comida al aire libre. El nombre procede de la costumbre de mojar y limpiar rutinariamente los suelos con agua, hasta el extremo de inundarlos. Son comunes en muchas partes del mundo, especialmente en China, el Sudeste Asiático y el Sur de Asia. En el español de Filipinas, estos tipos de mercados son conocidos como palenques.
Estos mercados han sido criticados muy fuertemente, en especial desde el inicio de la pandemia de COVID-19, dada la probabilidad de que el origen de la enfermedad esté vinculado con un mercado mojado en la ciudad china de Wuhan.

## Características
Los mercados mojados suelen combinar carnicerías y pescaderías. La competencia de los supermercados, que cuentan con mejor higiene, ha forzado a muchos mercados mojados a funcionar bajo techo. En cambio, los supermercados ofrecen productos muy industrializados, que a menudo incluyen conservantes para prolongar su tiempo de almacenaje y venta, mientras que los mercados mojados almacenan poco tiempo sus productos, ya que se espera que siempre sean frescos.
Para algunos clientes es importante ver al animal vivo antes de comprarlo, de forma que puedan comprobar su salud y calidad. Esto no suele ser posible en los supermercados, con la excepción de algunos mariscos. La mayoría de los mercados mojados tienen instalaciones para permitir que el cliente elija un animal vivo y lo lleve a casa tal cual o vea cómo es sacrificado y limpiado.

## Críticas
En muchas culturas, la frescura de los alimentos está por encima del bienestar de los animales, hasta el punto de que algunos de ellos se desuellan y trocean sin sacrificarse primero. Los animales se mantienen vivos tanto como sea posible, y a menudo se encierran en jaulas diminutas. El sacrificio y despiece se ha realizado históricamente delante de los clientes a petición de estos. La imagen de carnicerías y mercados llenos de animales vivos ha sido objeto de fuertes críticas en muchos países.
Si no se respetan las medidas de higiene y salubridad, los mercados mojados pueden propagar fácilmente enfermedades. Debido a su estructura, los animales recién llegados pueden entrar en contacto directo con vendedores, carniceros y clientes. Insectos, tales como moscas, tienen un fácil acceso a los productos. Muchas veces las reses se tiran al suelo para despiezarlas más fácilmente.